# パウル・マイエット

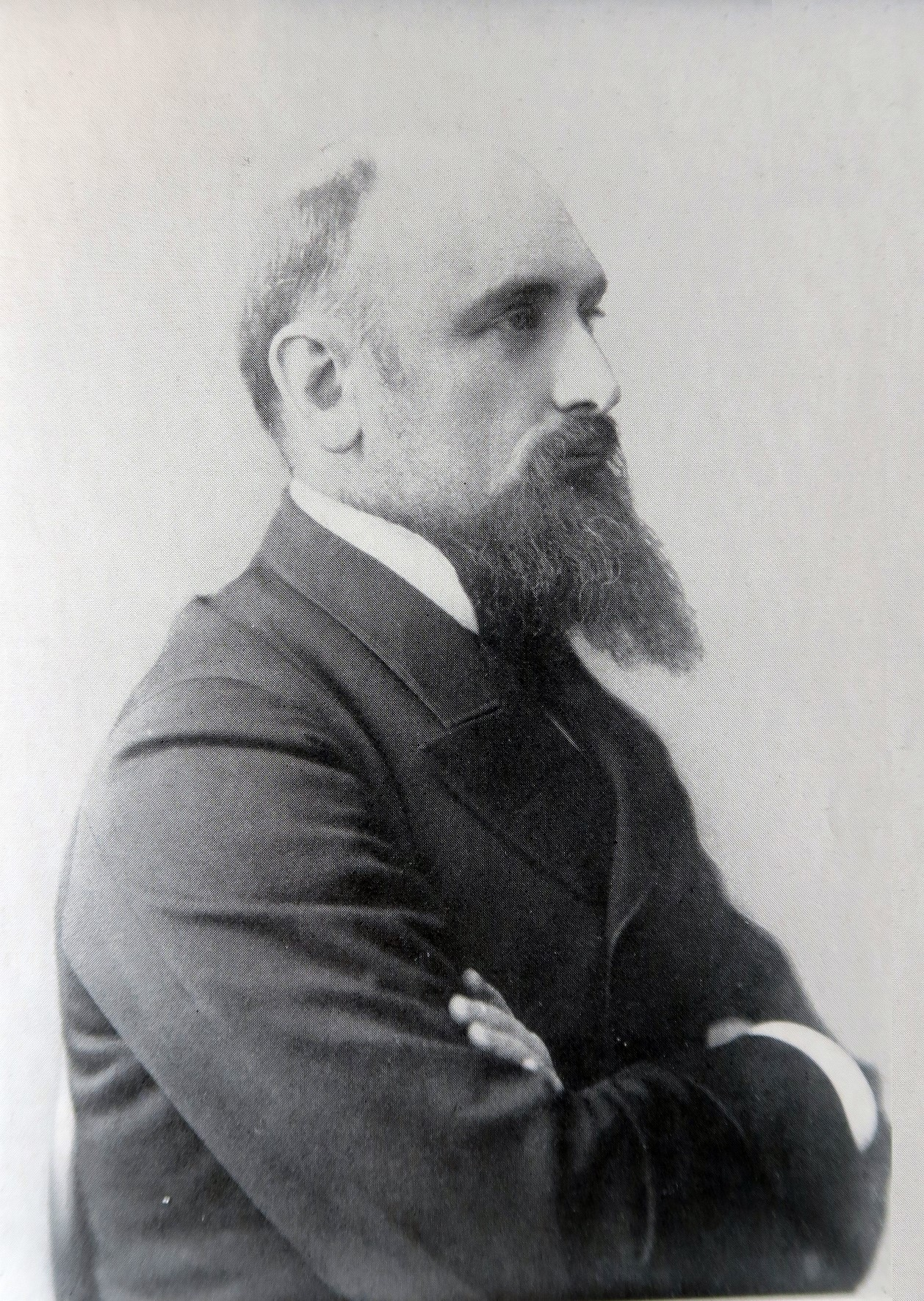
パウル・マイエット

パウル・マイエット（Paul Mayet、1846年5月11日 - 1920年1月9日）は、明治時代にお雇い外国人として来日したドイツの経済学者、統計学者である。

## 経歴・人物
ベルリンの生まれ。1875年（明治7年）（1876年（明治8年）とも）、木戸孝允の招きにより来日し、明治9年（1876年）に東京医学校（現在の東京大学医学部）、その後外国語学校予備門、第一高等中学校でラテン語及びドイツ語の教鞭を執った。獨逸学協会の会員となった。
その後、大蔵省顧問、駅逓局顧問、農商務省顧問等に転勤。明治24年（1891年）慶應義塾大学部理財科で「統計学」の講義担当。
1893年（明治26年）に帰国するまで、火災・農業保険制度の立案や制定に携わり、日本における財政や農業政策の革新に貢献した。
著書は『日本農民ノ疲弊及其救治策』があり、マイエットが来日した約12年後の1887年（明治19年）に来日したウード・エッゲルトが著した『日本振農策』と共に「外国人の農書」と呼ばれ、一躍有名となった。

## 発言
- 「1876年1月に日本に到着し、教職を務めました。同年夏に（官僚の）木戸から、華族や位階の年金制度の改正に関する専門家意見の提出を委託され、運良くこの法律を取り仕切ることができました。すでに日本大使からベルリンで、現在の日本でもっとも重要な改正であると念を押されていたのです。数字からも大規模な法令であることが分かります。年間400万石（約720万ヘクタール分）の米にあたる資金を、華族や官吏40万人に分配することができるということでした。最終的に7500万円分（現1.5兆円）が償還可能な国債のかたちで分配されました」[1]。

- 「私は『日本農民の疲弊及びその救治策』の著書が出版され、即座に（今年6月17日に）日本を離れてドイツに戻りました」。

## 受賞
- 勲三等旭日中綬章（1905年）